# Michiel Alma
Jan Michiel Alma (Den Haag, 6 juli 1945) is een Nederlands politicus van de VVD.
Na het gymnasium ging hij in Rotterdam westerse sociologie studeren aan de Nederlandse Economische Hogeschool (thans Erasmus Universiteit Rotterdam). In 1969 studeerde hij daar af waarna hij zijn militaire dienstplicht vervulde (deels gedetacheerd als socioloog bij de stichting Bio-wetenschappen en maatschappij).  Vervolgens ging hij werken bij Rijkswaterstaat en in 1973 maakte hij de overstap naar het ministerie van Financiën. In oktober 1979 werd hij burgemeester van de Friese gemeente Doniawerstal. Op 1 januari 1984 ging die gemeente bij de Friese herindeling van 1984 op in de nieuwe gemeente Scharsterland waarmee zijn functie kwam te vervallen. Op diezelfde dag werd Alma burgemeester van Borculo. In de zomer van 1987 had hij een ernstig ongeluk toen hij met zijn auto tegen een loslopend paard reed waarbij hij een dwarslaesie opliep. Gezeten in een rolstoel bleef hij tot 2002 burgemeester van Borculo. Daarna keerde hij terug naar Friesland.